# Катастрофа Saab 340 под Дильсдорфом
Катастрофа Saab 340 под Дильсдорфом — авиационная катастрофа, произошедшая в понедельник 10 января 2000 года. Авиалайнер Saab 340B авиакомпании Crossair выполнял плановый рейс CRX 498 по маршруту Цюрих—Дрезден, но спустя 2 минуты после взлёта вошёл в правый штопор и рухнул на землю у деревни Нассенвиль в Нидерхасли (кантон Цюрих). Погибли все находившиеся на его борту 10 человек — 7 пассажиров и 3 члена экипажа.
Это была первая катастрофа за 25-летнюю историю авиакомпании Crossair.

## Самолёт
Saab 340B (регистрационный номер HB-AKK, заводской 340B-213, серийный 213) был выпущен компанией «Saab Aircraft AB» (Линчёпинг, Швеция) в 1990 году (первый полёт совершил 2 октября) и 30 октября получил лётный сертификат. 9 ноября того же года поступил в авиакомпанию Crossair, но бортовой номер HB-AKK был присвоен 28 декабря 1998 года. Оснащён двумя турбовинтовыми двигателями General Electric CT7-9B с воздушными винтами Dowty-Rotol R390/4-123-F/27. Левый двигатель имел наработку 18 869 циклов «взлёт-посадка» и 17 856 часов, правый двигатель — 18 153 цикла «взлёт-посадка» и 17 160 часов. На день катастрофы 9-летний авиалайнер совершил 21 676 циклов «взлёт-посадка» и налетал 20 589 часов.

## Экипаж и пассажиры
Состав экипажа рейса CRX 498 был таким:
- Командир воздушного судна (КВС) — 42-летний Павел Гружин (рум. Pavel Gruzin)[4], молдаванин. Родился в 1958 году. В 1975 году поступил в Кременчугское лётное училище (Украинская ССР), в 1977 году получил диплом пилота 3-го класса гражданской авиации, после чего начал работать в «Аэрофлоте» в должности второго пилота Ан-2. В дальнейшем был повышен до командира вертолёта Ка-26. На этих обоих воздушных судах выполнял преимущественно аэроаграрные работы по правилам визуальных полётов, общая продолжительность — 4068 лётных часов. В 1985—1990 годах обучался на заочных курсах в Академии гражданской авиации в Ленинграде (РСФСР), по окончании которых получил диплом пилот-инженера гражданской авиации. 2 января 1986 года повышен до пилота 2-го класса и начал выполнять полёты на Ан-24 и Ан-26 в уменьшенном экипаже в должности командира. Через некоторое время квалифицирован на командира Ту-134. В 1997 году начал работать в авиакомпании Moldavian Airlines. В связи с приобретением Moldavian Airlines у Crossair самолётов Saab 340B (с 5 февраля по 3 июня 1997 года) в учебном центре Crossair в Базеле прошёл учебные курсы на командира данного самолёта. В основном курсы велись по изучению устройства самолёта, западным приборам и системам навигации, и по взаимоотношению между членами лётного экипажа[5][6][7]. За период работы в Молдавских авиалиниях имел налёт 6582 часа[8]. 9 ноября 1999 года был нанят авиакомпанией Crossair, за 3 месяца работы в которой налетал 139 часов. Непосредственно из Цюриха выполнял 4 вылета. Для командира родными являлись русский и молдавский языки, он также владел базовым английским. Налетал 8452 часа 51 минута (4645 часов 12 минут из них в должности КВС), 1870 часов 12 минут из них на Saab 340B[9].
- Второй пилот — 35-летний Ростислав Колесар (словац. Rastislav Kolesar)[4], словак. Родился в 1965 году. С 1989 по 1996 год проходил обучение в аэроклубе Спишска-Нова-Вес[словац.]. Обучаясь в разгар распада Восточного блока, он в результате получил обучение, представляющее собой смесь советской и западной школ, но преимущественно западной, так как в основном обучение проходило в 1990-х. 24 октября 1994 года получил лицензию пилота гражданской авиации. С 14 марта по 20 мая 1996 года прошёл обучение на отделении Воздушного транспорта Жилинского университета по полётам по приборам на L-200. В 1997 году был нанят авиакомпанией Tatra Air, после чего со 2 июня по 12 сентября 1997 года в лётной академии Scandinavian Airlines System (SAS) прошёл обучение на пилота Saab 340B. При этом его не обучали таким программам, как MCC (Multi Crew Concept) или CRM (Crew Resource Management) по взаимодействию между членами лётного экипажа. Налетал 295 часов 35 минут, 54 часа 5 минут из них на L-200 и 36 часов 40 минут по приборам. В период работы в Tatra Air выполнял полёты в Братиславу, Цюрих, Кошице, Прагу и Мальпенсу. После банкротства Tatra Air 8 февраля 1999 года был нанят авиакомпанией Crossair[6][10][9][11]. Родными языками для второго пилота являлись в равной степени словацкий и чешский. В некоторой степени владел русским (выучил в начальной школе) и хорошо английским языками. Налетал 2332 часа (из них 1482 часа на самолётах и 850 часов на планерах), 1162 часа 26 минут из них на Saab 340B[12].

В салоне самолёта работала одна стюардесса — 26-летняя Северин Жабрен (фр. Severine Jabrin), француженка. Родилась в 1974 году.
| Гражданство | Пассажиры | Экипаж | Всего |
| ----------- | --------- | ------ | ----- |
| Испания     | 1         | 0      | 1     |
| Германия    | 4         | 0      | 4     |
| Молдова     | 0         | 1      | 1     |
| Словакия    | 0         | 1      | 1     |
| Франция     | 1         | 1      | 2     |
| Швейцария   | 1         | 0      | 1     |
| Всего       | 7         | 3      | 10    |

Всего на борту самолёта находились 10 человек — 3 члена экипажа и 7 пассажиров.

## Хронология событий

### Предшествующие обстоятельства

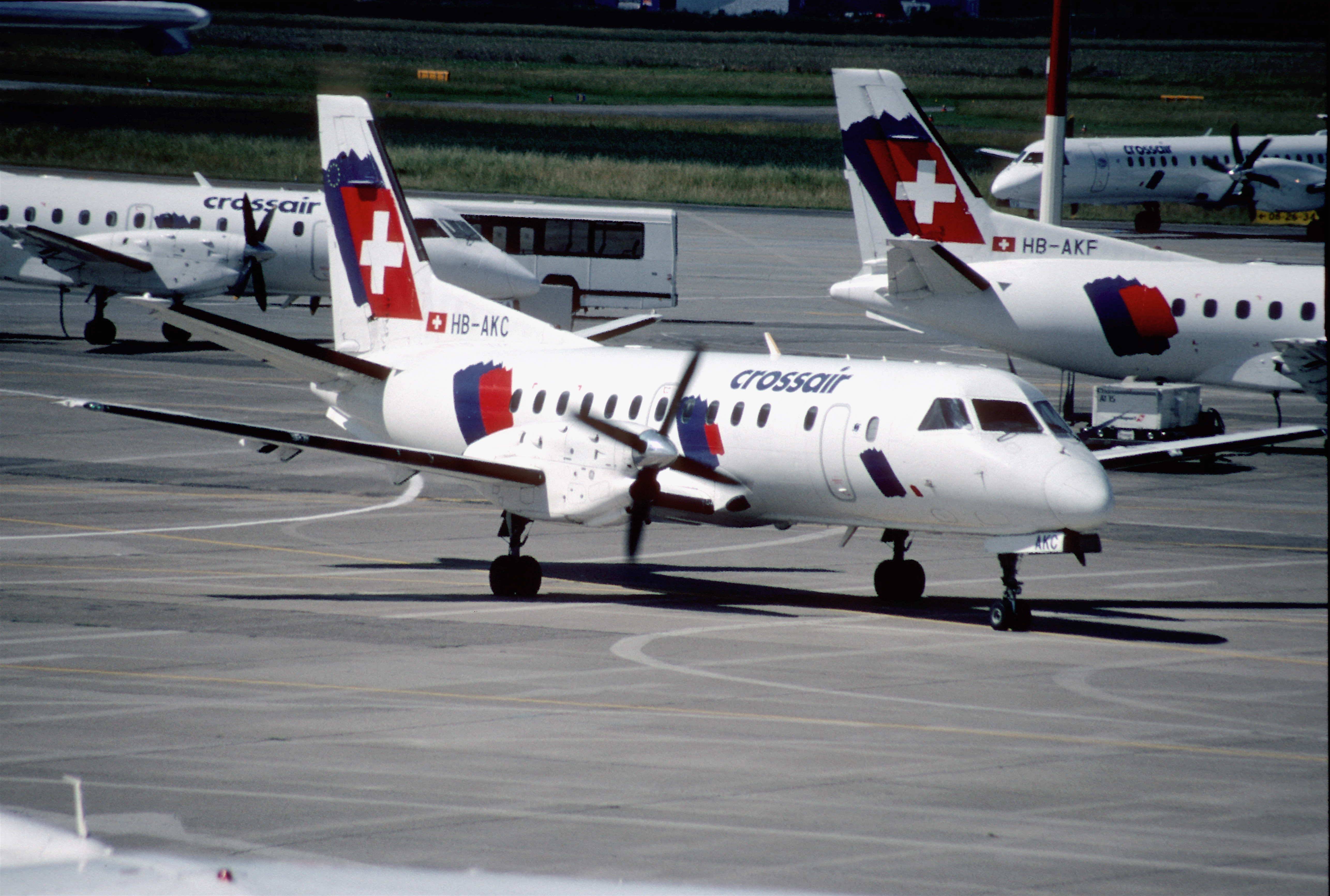
Saab 340B борт HB-AKC

Ночь с 9 на 10 января 2000 года лётный экипаж провёл в гостинице в Клотене, продолжительность отдыха составила 13 часов 31 минуту. В 12:35 КВС Гружин и второй пилот Колесар заступили на работу в аэропорту Клотен в Цюрихе и на Saab 340B борт HB-AKC выполнили два рейса в Нюрнберг и обратно. Далее экипажу предстояло совершить рейсы по маршруту Дрезден—Цюрих—Базель на Saab 340B борт HB-AKK. Борт HB-AKK перед этим совершил полёт по маршруту Цюрих—Джерси—Гернси—Цюрих и после рейса CRX 842 в 16:00 встал на стоянке F74 Цюрихского аэропорта, что недалеко от начала ВПП №28. У сдающего экипажа не было никаких замечаний по самолёту.
Обслуживание самолёта производилось сервисной компанией «Swissport». В ходе обслуживания электроэнергия на самолёт поступала от передвижной электростанции на автомобильном ходу, очистку льда не проводили. По компьютеризированному инструктажу экипаж подготовился к полёту.
В 16:39:14 рейсу CRX 498 на Дрезден диспетчер выдал инструктаж: Полоса два восемь, Дрезден, Цюрих Восток Один, выход Янки, ответчик три ноль ноль четыре. Также экипаж получил инструкции по переходу на связь со стартом. В 16:45:00 было дано разрешение запускать двигатели и в 16:49:22 второй пилот доложил о готовности следовать к стартовой позиции. В период ожидания разрешения экипаж выполнял некоторые пункты контрольной карты по рулению. Активное управление самолётом осуществлял командир экипажа. В 16:50:30 рейсу CRX 498 было дано разрешение следовать за рейсом SWR 014 (Airbus A320 авиакомпании Swissair) к полосе №28. После перехода на связь с вышкой в 16:52:36 экипаж получил разрешение занимать очередь на взлёт.

### Катастрофа
Согласно данным АТИС, на 16:50 в аэропорту шёл слабый дождь, ветер направлением 290° и скоростью 3 км/ч, высота облачности 150 метров над землёй, видимость 6 километров, температура воздуха 2 °C, точка росы 1 °C, атмосферное давление 1032 гПа. В 16:54:00 экипаж получил разрешение на взлёт: Кроссэйр четыре девять восемь, ветер три ноль ноль градусов, три узла, разрешён взлёт с полосы два восемь. В 16:54:10 в темноте с включёнными фарами и полностью выпущенными закрылками самолёт начал разбег, и в 16:54:31 взлетел курсом 276° (ось полосы). По расчётам взлётная масса самолёта составляла 11 413 килограммов при центровке 22% САХ, что находилось в пределах нормы. На борту самолёта находились 3 члена экипажа и 7 пассажиров. Для выдерживания направления была запущена система LRN1, при этом воздушную скорость 251 км/ч и угол тангажа 15° командир выдерживал вручную. Исходя из высоты облачности 150 метров, можно предположить, что на высоте 580 метров самолёт находился в приборных метеоусловиях. По указанию башни в 16:55:07 экипаж перешёл на связь с диспетчером выхода. Рейс 498 в это время отклонился на 5° южнее, но правым доворотом это было исправлено.
В 16:55:15 было дано разрешение подниматься до эшелона FL110 (3350 метров), и в 16:55:39 диспетчер выхода передал: Четыре девять восемь, поворот влево на Цюрих-Восток [ZUE]. Второй пилот подтвердил получение информации: Поворот влево на Цюрих-Восток, Кроссэйр четыре девять восемь. Одновременно рейс 498 достиг путевого радиомаяка 2.1 KLO, где по процедуре выхода ZUE1Y следовало выполнить левый поворот и направляться по радиусу 255° от маяка KLO. В 16:55:45 при курсе 270° самолёт был введён в крутой левый крен 16,9°. В 16:55:47 второй пилот сообщил командиру, что LRN запрограммирована от нынешнего положения до точки ZUE: Сейчас LRN на Цюрих-Восток, да. Командир на это ответил: Проверено. Об указании диспетчера выполнить левый поворот при этом не упоминалось.
В левом крене 16° самолёт пробыл считанные секунды, так как уже в 16:55:47 со скоростью 3°/с начал наклоняться вправо. Второй пилот в это время был занят выполнением различных указаний командира («CTOT/APR» выключить, «Отбор воздуха» включить и так далее). В 16:55:55 правый крен был 8,4°, когда нос опустился с угла 14,2° до 10,8°. В 16:56:00 угол крена достиг 31°, когда командир сказал второму пилоту: Установить режим набора высоты. Второй пилот пробормотал, что понял, и начал устанавливать режим набора высоты, что требовало времени.
Между 16:56:03 и 16:56:10 правый крен был стабилизирован командиром между 39° и 42°. Нос в это время продолжал опускаться, пока в 16:56:06 угол наклона не стабилизировался на +1°. Самолёт достиг своей максимальной высоты 1439 метров над уровнем моря, летя при этом со скоростью 292 км/ч в облаках с верхней границей 1520 метров. Затем в 16:56:10 в течение 9 секунд элероны были сперва отклонены влево, а затем вправо, высота при этом оставалась неизменной. Отклонившись вправо, элероны остались в этом положении, после чего угол правого крена увеличился с 42° до 80°. Нос опустился вниз до 25° и авиалайнер перешёл в снижение; скорость при этом увеличилась до 383 км/ч.
В 16:56:12 второй пилот сообщил командиру: Поворачивайте влево на Цюрих-Восток. Нам надо влево. В 16:56:15 правый крен составлял 65,8°, когда командир пробормотал что-то неясное наподобие Она-на, а через три секунды диспетчер запросил: Кроссэйр четыре девять восемь, подтвердите, что Вы поворачиваете налево. Второй пилот сразу сообщил: Момент, пожалуйста, подождите. Тогда диспетчер проинструктировал: Окей, продолжайте право на Цюрих-Восток.
В 16:56:20 авиалайнер вошёл в штопор, а правый крен вскоре достиг 137°. Двигатели продолжали работать в режиме повышенной мощности, поэтому скорость начала быстро увеличиваться, а при 463 км/ч в кабине зазвучала сигнализация о превышении скорости. Тогда второй пилот в 16:56:24 крикнул командиру: Поворачивай влево, влево, влево, влево… влево!. По показаниям нескольких очевидцев, рейс CRX 498 в правом штопоре вышел из облаков, а в 16:56:27,2 с правым креном около 76° и опущенным вниз на 63° носом со скоростью 527 км/ч врезался в открытое поле у деревни Нассенвиль. От удара самолёт полностью разрушился и загорелся, некоторые обломки зарылись в землю на глубину 3 метра. Все находившиеся на борту самолёта 10 человек погибли.

## Расследование
Расследование причин катастрофы рейса CRX 498 проводило Бюро по расследованию авиационных происшествий Швейцарии (AAIB)
В ходе химическо-токсикологических анализов в мышечной ткани командира экипажа был обнаружен феназепам, который мог быть выпущен в России, либо в другой стране на постсоветском пространстве. На постсоветском пространстве феназепам относится к лекарствам и свободно продаётся в аптеках, но среди его побочных эффектов присутствуют сонливость, усталость и отвлечение внимания. Феназепам продается в аптеках на территории России только по рецептам врачей.

### Заключение комиссии
Окончательный отчёт расследования был опубликован 15 апреля 2004 года.
Катастрофа произошла вследствие столкновения с землёй, вызванного потерей экипажем контроля над самолётом по следующим причинам:
1. Лётный экипаж неверно отреагировал на указания авиадиспетчера по изменению вылета по ZUE 1Y.
2. Второй пилот сделал запись в бортовой компьютер без соответствующих указаний командира, который на это изменение отреагировал, как на стандартный вылет по приборам, после чего начал выбирать направление поворота.
3. Командир не использовал автопилот при полёте в приборных метеоусловиях и активно контролировал набор высоты.
4. Командир ввёл самолёт в правый штопор, наиболее вероятно, из-за потери пространственной ориентации.
5. Второй пилот предпринял недостаточные меры по предотвращению сваливания и по выходу из штопора.

Сопутствовать катастрофе могли такие факторы как неверная расстановка приоритетов между членами экипажа после изменения траектории вылета, а также сильный авторитет командира в данном экипаже, при том что сам командир при изучении показаний приборов больше руководствовался эвристикой, изучавшейся им ранее, но его анализ данных и реакция на происходящее были сильно снижены вследствие побочных эффектов лечения.

## Культурные аспекты
Катастрофа рейса 498 Crossair показана в 13 сезоне канадского документального телесериала Расследования авиакатастроф в эпизоде Трудности перевода.

### Комментарии
1. ↑  Здесь и далее указано Всемирное координированное время — UTC